# Baru (Sarolangun)
Baru is een bestuurslaag in het regentschap Sarolangun van de provincie Jambi, Indonesië. Baru telt 956 inwoners (volkstelling 2010).